# Doriprismatica dendrobranchia
Doriprismatica dendrobranchia is een slakkensoort uit de familie van de Chromodorididae. De wetenschappelijke naam van de soort is voor het eerst geldig gepubliceerd in 1990 door Rudman.